# Eesti Televisioon
Eesti Televisioon (ETV) war die öffentlich-rechtliche Fernsehanstalt Estlands. Die ersten Sendungen wurden am 19. Juli 1955 ausgestrahlt. Zum 1. Juni 2007 ist ETV in der Eesti Rahvusringhääling (ERR) aufgegangen. ETV wurde dabei als Markenname für das erste Fernsehprogramm beibehalten.

## Geschichte
Die gesetzlichen Grundlagen für den Betrieb von Eesti Televisioon und dem öffentlich-rechtlichen Radiosender Eesti Raadio sind im Rundfunkgesetz vom 19. Mai 1994 verankert. Die Sender haben unter anderem den Auftrag, die estnische Kultur zu fördern, die Informationsbedürfnisse aller Bevölkerungsschichten mit Nachrichten zu befriedigen, Ereignisse des öffentlichen und kulturellen Lebens dauerhaft zu archivieren und die staatliche Einheit zu stärken. Die Erfüllung dieser Aufgaben wird von einem neunköpfigen Rundfunkrat überwacht, dessen Mitglieder vom Parlament ernannt werden.
Der Löwenanteil der Finanzierung erfolgte von staatlicher Seite. Etwa 15 % dieser Mittel werden indirekt über Gebühren kommerzieller Rundfunkanstalten aufgebracht, die ETV damit den Verzicht auf Fernsehwerbung abgelten. ETV zeigte 1998–1999 und seit 2002 keine Fernsehwerbung mehr, seine niedrigen Minutenpreise hatten zuvor die Existenz der kommerziellen Konkurrenten gefährdet. Die Einführung von Rundfunkgebühren wurde mehrfach erwogen, dieser Plan konnte sich jedoch nicht durchsetzen.
Vom 1. Januar 1993 bis zu ihrer Auflösung war die Eesti Televisioon aktives Vollmitglied der Europäischen Rundfunkunion (EBU). Am 9. Januar 2006 startete ETV den Nachrichtendienst ETV24, der über das Internet, Teletext und nachts über den Hauptkanal Nachrichten verbreitet.

## Technisches
ETV verbreitete sein Programm terrestrisch über DVB-T in MPEG-4, in den Kabelnetzen, sowie im Pay-TV-Paket des skandinavischen Anbieters „Viasat“ auf der Satellitenposition 4,8° Ost (Astra 4A), die auch in Mitteleuropa empfangbar ist.
Der Sender unterhielt drei Studios an seinem Hauptsitz in Tallinn und eine mobile Außeneinheit.